# Богослужбени предмети
 Богослужбени предмети или свештени предмети су крст, свете иконе, свештене одежде,  свештени сасуди, и богослужбене књиге. Ови предмети од најстаријих времена уживају велико поштовање.
Свештени предмети класификовани према намени на овој страници носиоци су већине богослужбених радњи, но њиховим се набрајањем није исцрпљен и потпуни број материјалних објеката који су повремено кроз векове богослужбени предмети могли учествовати у литургијском ритуалу.

## Значај
Према мишљењу Вука Ф. Даутовића, које је он изнео у својој докторској дисертацији Уметност и литургијски ритуал: богослужбени предмети у српској визуелној култури 19. века...
Уметничка израда, избор материјала и различити медији у којима се јављају богослужбени предмети (метални окови и сасуди, штампана Јеванђеља, везене текстилије, дрворезбарени крстови, стаклене посуде) са иконографским представама на њима чине да истовремено припадају и свету слика и свету објеката, откривајући их као предмете сложене рецепције. Стога им можемо методски приступити као објекатима који опредмећују и материјализују хришћанску религијску стварност.96 Понекад је природа самог материјала од којег су предмети израђени повезана са функцијом коју додатно обогаћују својим метафоричким значењима, текстуром, употребним и другим својствима медија коме припадају.

## Крст
После смрти и васкрсења  Исуса Христа који је на крсту био разапет, крст је послужио као оруђе спасења и предмет нарочитог поштовања и употребе код хришћана,  од првих времена хришћанства.

Крстом су верници украшавали своје домове, места за молитвене скупове, свештене сасуде, зидове... 
Целивали су га и клањали му се, палили пред њим свеће и тамјан. Крстом су се осењивали приликом улазака, излазака, пре и после јела, пред починак и ујутро, пред почетак сваког доброг дела.
Попут рајског врта у чијем средишту се уздизало дрво живота, свети крст у цркви верницима указује на плод вечног живота Исуса Христа. 
Тамо где се приноси бескрвна литургијска жртва мора бити и оруђе жртве Христове. Крст представља пут Спаситељев и оваплоћење на земљи, страдање и поновно Вазнесење на небо као и Христа који је сјединивши их у себи призвао све крајеве земље ширином љубави и милосрђа.
Од раних периода  крст је трокрак , сличне слову Т, али је крст ипак најчешће четворокраки, састављен од две линије које су укрштене, у косом положају, попут слова X (андрејин крст, по Светом апостолу Андреју, који је на такав крст био разапет), или под правим углом: †. Понекад је крст представљан у виду котве, која је симбол наде грешних људи.
Постоји и осмокрака представа крста (руски крст), код које су на крсту представљени дашчица са натписом Исус Назарећанин Цар Јудејски, и дашчица на коју су биле ослоњене ноге Христове.
Одавно је у употреби и крст на коме је приказан и Сам распети Христос.
Када је император Константин под знаком крста победио непријатеље, крст је постао заштитни знак целикупног хришћанства.
- Уопштени хришћански крст
- Уопштени православни крст
- Уопштени православни-византијски крст (Крсташки-Острошки крст)
- Српско-византијски православни крст
- Руски православни крст, који користе и православни Срби
- Андрејин крст, по Светом апостолу Андреју

## Свете иконе
Свете иконе – богословље у бојама, главна су особеност  православног храма, које се у црквама налазе у великом броју. Неке од њих су распоређене на иконостасу, док су остале смештене у храму, на сваком слободном простору.
Зидови и сводови православних цркава су фрескодекорисани или прекривени фрескама.
Пред иконама се свештенство и верујући нард  клања, целива их или љуби, пали  пред њима свеће и кандила; свештеник их кади.
На литијама, иконе се свечано носе у рукама на челу поворке.
- Икона Исуса, Манастир Зрзе
- Христ Пантократор, Марков манастир
- Христ Пантократор, Спасо-Преображењски манастир
- Христ Пантократор, икона Синајске горе
- Икона Богородице Перивлепте (1350)
- Перивлепта Охридска
- Богородица Казањска
- Богородица Одигитрија Смоленскаја Дионизиј
- Теотокос Знамење, Новгород
- Арханђел Гаврило
- Богородица Иверскаја
- Богородица Тиквинскаја
- Преображење Господње
- Икона Богојављења
- Свети Никола, дело Андрије Раичевића, 1641.

## Свештена одежда свештенослужитеља
Свештену одежда свештенослужитељи носе приликом савршавања богослужења. Како у свештенослужитеље спадају архијереји, свештеници, ђакони и чтеци, свака од ових група има  на себи нарочите свештене одежде, првенствено светлих, блиставих боја.

### Одежда чтеца
Одежду чтеца представља стихар, равна, дугачка хаљина са широким рукавима, која покрива читаво тело, најчешће беле боје.
Како свештеници  и архијереји, носе ово одежду испод ризе, стихар се назива подрасник (подризник).

### Одежда ипођакона и ђакона
Одежду ипођакона и ђакона чине:
- стихар - дугачка хаљина са широким рукавима, која покрива читаво тело, најчешће беле боје
- орар – дуга широка трака коју ђакони, као помоћници приликом савршавања Светих Тајни или крстолико опасују преко рамена, да би били комотнији и у знак поштовања пред Светим Тајнама, или га носе пуштеног преко левог рамена. Њиме ђакон даје знак народу да је време за молитву и појцима да је време за певање.
- Одећа свештениканаруквице  -  које се употребљавају за слободније деловање руку приликом богослужења. Оне подсећају на то да су Христу руке биле везане.

### Одежда свештеника
Одежду свештеника чини:
- епитрахиљ - који иде око врата и спушта се до испод колена,
- појас
- надбедреник и палица – издужене тканине које се вешају на бедра. Дају се по заслугама и представљају духовни мач.
- фелон – дугачка и широка одежда без рукава која прекрива читаво тело и има отвор за главу. Облачи се преко остатка одежде.
- подрасник.

### Одежда архијереја
Одежда архијереја састоји се од следећег:
- сакос – одежда налик на стихар, само што има пришивене звончиће (који  архијереја подсећају на стално проповедање закона Христовог).
- омофор – дуго и широко платно украшено крстовима које се архијереју полаже на плећа, преко одежде, а крајеви му се спуштају спреда и позади.
- панагија  - невелика округла икона Мајке Божије, понекад и Спаситеља, коју архијереј стално носи на грудима ради постојаног сећања на Бога.
- крст на грудима архијереја или свештеника -   подсећа архијереја на веру у Распетог Христа и подстиче на чврсто и мирно подношење крстова и страдања у животу.
- митра – то је својеврсна круна, као символ победе над непријатељима, спасења и високе духовне власти над паством.
- жезал или палица – означава пастирску власт.
- архијерејска мантија - дугачка, широка горња одежда коју архијереј облачи приликом уласка у храм ради свештенослужења. Она може да буде у разним бојама, али на њој неизоставно морају да буду две или три хоризонталне траке различите боје.

## Свештени сасуди
Свештени сасуди су Богослужбени предмети који се на Божанској Литургији у олтару  употребљавају заједно се другим свештеним предметима.
| Свештени сасуди                   | Слика | Намена и изглед |
| --------------------------------- | ----- | --- |
| Дискос                            |       | Округли раван пладањ или освећени тањир на који се полажу Свети Агнец и честице извађене из просфора током проскомидије, за претварање у истинско Тело Христово. На дискос се такође стављају честице из других просфора. Он представља и јасле у које је био положен новорођени Христос, и Његов гроб, и Голготу. Дискос се такође употребљава приликом освећења православних храмова а на њега се тада полажу честице моштију мученика који су се подвизавали ради владике Христа достојно учествујући у једнакој части са њим и стојећи пред престолом Славе. |
| Литургијска звездица              |       | Два крстолико сједињена лука који се са своја четири крака полажу на дискос; звездица симболички асоцира на ону звезду која је са Истока довела мудраце до јаслица новорођеног Христа. Звездица ће потом бити печат којим су римски војници запечатили камен Светог гроба како неко не би украо тело Спаситеља, кроз који је он, као и кроз покрове, васкрснувши прошао у свом божанском одуховљеном телу. |
| Путир                             |       | Путир или Света чаша за причешћивање, представља чашу са Тајне вечере. Верници из путира причaсном кашиком примају Свету тајну па су ове црквене чаше предмети њихове непосредне рецепције. Од најстаријих времена путири имају облик пехара са дршком и стопом. У њих се при проскомидисању сипају вино и вода који ће бити пресуштаствљени у крв Христову. |
| Свето копље                       |       | Служи за раздељивање агнеца; како подсећа на копље којим су била прободена ребра Исуса Христа, овај предмет јепо томе добио назив. |
| Причесна кашичица                 |       | Кашичица за причешћивање или ложица мора бити златна, сребрна, или оловна, а никако од бронзе или дрвета. Причасна кашичица према намени има своју уобичајену форму а предмет уметничког обликовања и украшавања је дршка кашичице. |
| Сунђер, за брисање дискоса и чаше |       | Представа сунђер који је принесен Исусу Христу на Крсту. |
| Покрови                           |       | То су два мала покрова, један за прекривање дискоса, а други за Чашу, и трећи, заједнички за оба сасуда. Овај последњи се назива воздух, јер се налази изнад звездице и као да представља ваздушно пространство у коме се јавила звезда која је мудраце довела до Христа. Покривало или дарак који се ставља преко путира током чина проскомидије најчешће је крстообразног облика док је онај намењен покривању дискоса са звездицом квадратног облика. Аером или воздухом покрива се и лице умрлих свештеника при њиховом погребу као знак посебног благодатног поштовања. Због своје посебне улоге црква је ове текстилне предмете правила од скупоцених материјала а њихову изузетну богослужбену употребу потврђивала је представама крста којим су дарци и аери често украшавани. |
| Посуда за воду                    |       | |
| Рипида                            |       | Рипида или лепеза махалица је представе херувима кружног облика са дугачком дршком. Симболички рипиде представљају бестелесне анђеоске силе из редова Серафима и Херувима. Рипиде садрже представе ових бестелесних анђеоских сила које су по закону осењивале ковчег завета и светињу над светињама. Њихова практична улога приписана је потреби да ђакони машући њима терају инсекте од Часне трпезе, док је симболичка употреба ових предмета значајнија и сложенија. |
| Дикирије                          |       | Свећњак са две свеће које указују на две природе у Исусу Христу. За време богослужења архијереј трикиријем и дикиријем благосиља народ. |
| Трикирије                         |       | Свећњак са три свеће који подсећа на Три Лица у Богу. За време богослужења архијереј трикиријем и дикиријем благосиља народ. |

## Богослужбене књиге
Током богослужења свештенослужитељима су неопходне црквене књиге, које су наведене у табели испод.
| Назив црквене књиге   | Намена |
| --------------------- | --- |
| Јеванђеље             | Свештена књига која садржи повести четворице јеванђелиста (Матеја, Марка, Луке и Јована). Прилагођена је свакодневном читању на богослужењима (бденију, Литургији, молебану и сл.), током читаве године. |
| Апостол               | Књига која садржи Дела апостолска и Посланице апостола, али нема Откривење. Као и Јеванђеље, осим глава и стихова има и зачала, намењена читању за све дане у недељи, за празнике и Велики пост, као и у другим одређеним приликама. |
| Псалтир               | Користи се на свим црквеним богослужењима. Из Псалтира се читају час поједини стихови, час са нарочитим циљем изабрани читави псалми, час неколико псалама у низу. Псалтир садржи 150 псалама и за богослужбену употребу подељен је на 20 катизама (сједалних), која се завршавају песмом „Слава Оцу и Сину и Светоме Духу“.                                                                            |
| Каноник               | Намењен је онима који се припремају за Свето Причешће. |
| Служебник             | У њему се налазе непроменљиве молитве које су свештенослужитељима неопходне за вечерње и јутрење молитве и Литургију Светог Јована Златоустог, Светог Василија Великог и Светог Григорија Двојеслова. |
| Часослов              | Поредак свих служби у току дана ова књига осим Литургије; садржи непроменљива молитвословља која су свакодневно неопходна за чтечеве и појце. Службе су у часослову распоређене према дневном редоследу богослужења: полуноћница, јутрење, часови, вечерње и повечерје. Часослов садржи још и чинове и молитве за извесна дневна богослужења, као и тропаре, кондаке, богородичне, акатисте и причасне. |
| Типик                 | У нњему се излаже редослед и начин вршења црквених служби. Он је попут Црквеног Устав којим се руководе свештенослужитељи у конкретним богослужбеним ситуацијама (нпр. приликом спајања различитих празника). |
| Требник               | Неопходан је свештенству приликом савршавања Светих Тајни (изузев освећења Дарова) и приликом вршења других појединачних обреда. У неким требницима постоје и службе за друге потребе: благосиљање кољива, оснивање дома, освећење надгробног крста, почетак сетве... |
| Књига молебних песама | Садржи поредак молебана у разним приликама, и радосним и тужним. |
| Минеј месечни         | Ова књига за сваки дан у месецу садржи молитве и песме посвећене Светитељу који се тога дана празнује, или садржи свечану службу за. Како година има дванаест месеци а Господњи односно Богородичин празници падају у одређени дан у месецу, постоји дванаест књига Минеја за дванаест месеци. |
| Минеј општи           | Овај минеј је замена и на известан начин допуна Месечних минеја. Он садржи празнични поредак у част сваког чина или целе групе Светих. У њему се налазе опште службе за празнике, претпразништво и попразништво у част Спаситеља, Мајке Божије, Часног и Животворног Крста, Светих анђела и Претече Господњег.                                                                                          |
| Триод                 | Чине га две богослужбене књиге које су везане за круг покретних празника. Реч „триод“ је грчког порекла и значи трипјеснец. Триод је првобитно садржао непотпуне каноне од три песме (одатле и његов назив). |
| Октоих                | Октоих или „осмогласник“, је црквено-богослужбена књига која садржи променљиве делове недељних и дневних служби у осам гласова (напева). Октоих садржи допуне Часослова и Служебника за сваки дан. |
| Ирмологиј             | Књига у којој се налазе ирмоси за целу годину. Ирмос представља почетну строфу сваке песме у канону. У Ирмологију сви ирмоси су распоређени по редоследу од првог до осмог гласа. |